# 지게

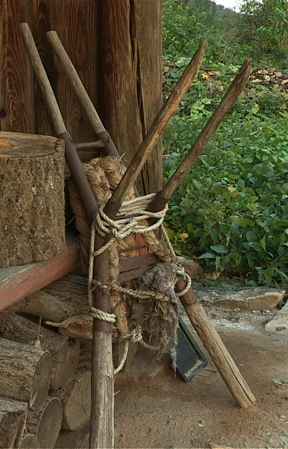
지게

지게(영어: Korean A-frame carrier)는 농사에 필요한 퇴비, 곡식, 나무, 풀 등 물건이나 짐을 사람이 등에 지고 실어나르도록 만든 대한민국 고유의 운반 도구이다. 지게는 어떤 곳에서만 사용되는 것이 아니라 전국적으로 사용되는 아주 오래 된 농기구이기도 하다. 등의 모양, 크기, 모양은 지역에 따라 다르다. 지게는 오랜 역사를 가진 간단하고 쉽게 만드는 농기구로, 산이 많은 곳에서 사용하는 것이 특징이다.

## 목적
지게는 무거운 짐을 등에 지고 나르는 도구이다. 두가지 주요 목적이 있는데 하나는 액체를 운반하는 것이고 다른 하나는 나무, 곡물, 그리고 풀을 운반하는 것이다.

## 부분

### 부분명칭
1. 새고자리 : 좁아지는 끝 부분

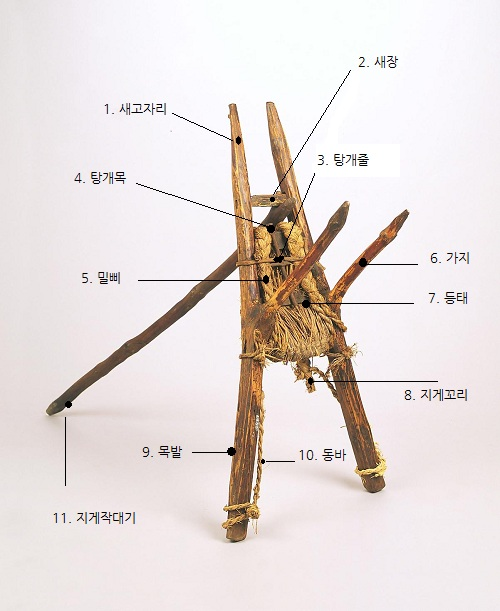
지게의 부분

2. 새장 : 지게의 두짝이 서로 짜여 있도록 가로질러 박은 나무. 지게에는 보통 4, 5개의 새장이 있다. 맨위의 새장을 '윗새장' 또는 '까막새장'이라고 한다. 윗새장 바로 아래의 것이 '밀삐새장'이다. 이에 밀삐 위끝을 매며 등태끈도 닿는다. 가운데 잇는 새장은 '허리새장'으로 등태를 받쳐준다.
3. 탕개줄 : 지게의 몸과 몸이 빠지지 않도록 감아놓은 줄. 이 사이에 나무꾼들이 낫을 걸기도 한다.
4. 탕개목 : 탕개줄을 비비틀어서 풀리지 않도록 질러 놓은 나무.
5. 밀삐 : 짚으로 엮은 끈. 밀삐새장과 목발에 묶는다.
6. 가지 : 짐을 떠받치는 나무. 지게 몸에서 조금 위로 뻗어 나왔다.
7. 등태 : 지게를 질 때 등이 닿는 곳. 집으로 퉁퉁하게 엮어서 댄다.
8. 지게꼬리 : 지게에 짐을 싣고 잡아매는 줄. '지꼬리'라고도 한다.
9. 목발 : 지게 몸의 맨 아랫부분. '동발'이라고도 한다. 멜끈의 아랫도리가 걸리도록 턱을 쳐놓았다.
10. 동바 : 지게에 짐을 싣고 위로 눌러 매기 위하여 목발에 매어 가지에 감아놓은 줄.
11. 지게작대기 : 지게를 세울 때 버텨 놓는 끝이 아귀진 나무. 지게를 지고 비탈길을 내려올 때 지팡이로도 쓰며 풀섶을 헤쳐 나갈 때 이것으로 길을 트기도 한다.[3]

### 부분의 방언

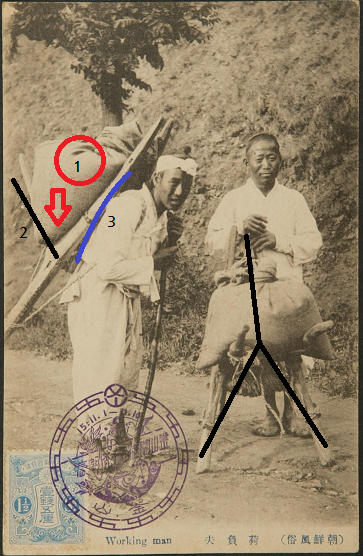
지게의 원리

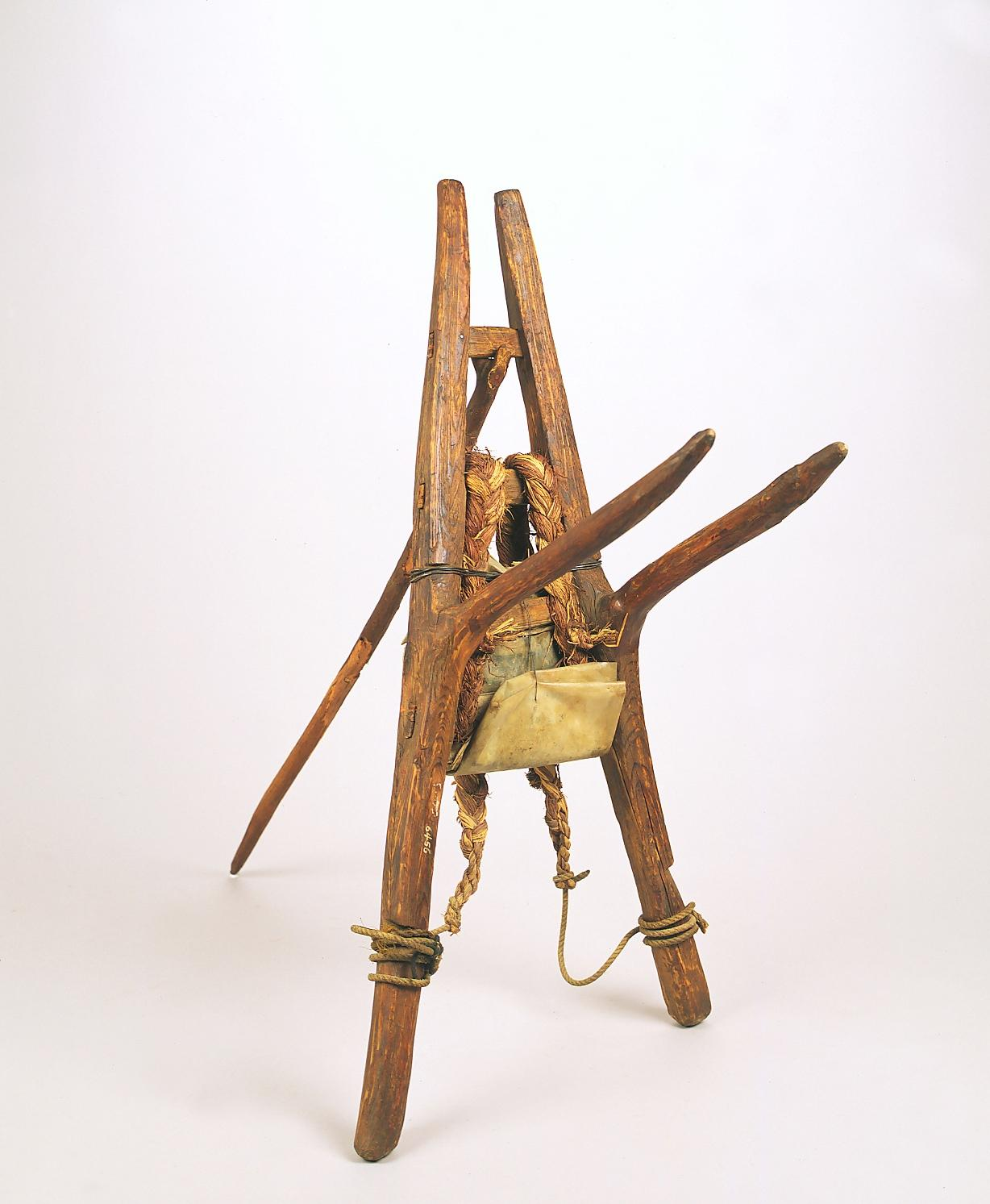
제가지지게

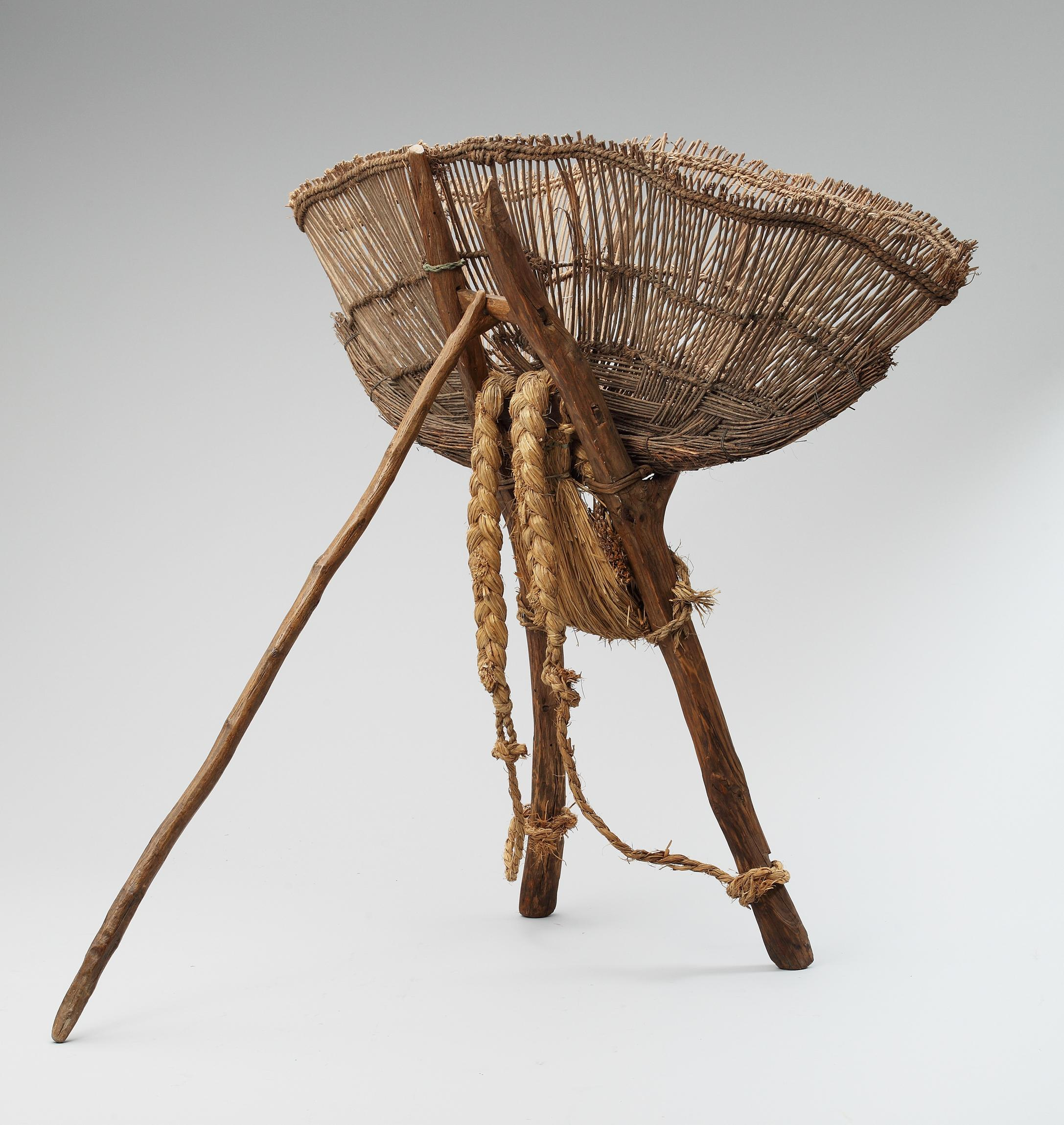
쪽지게

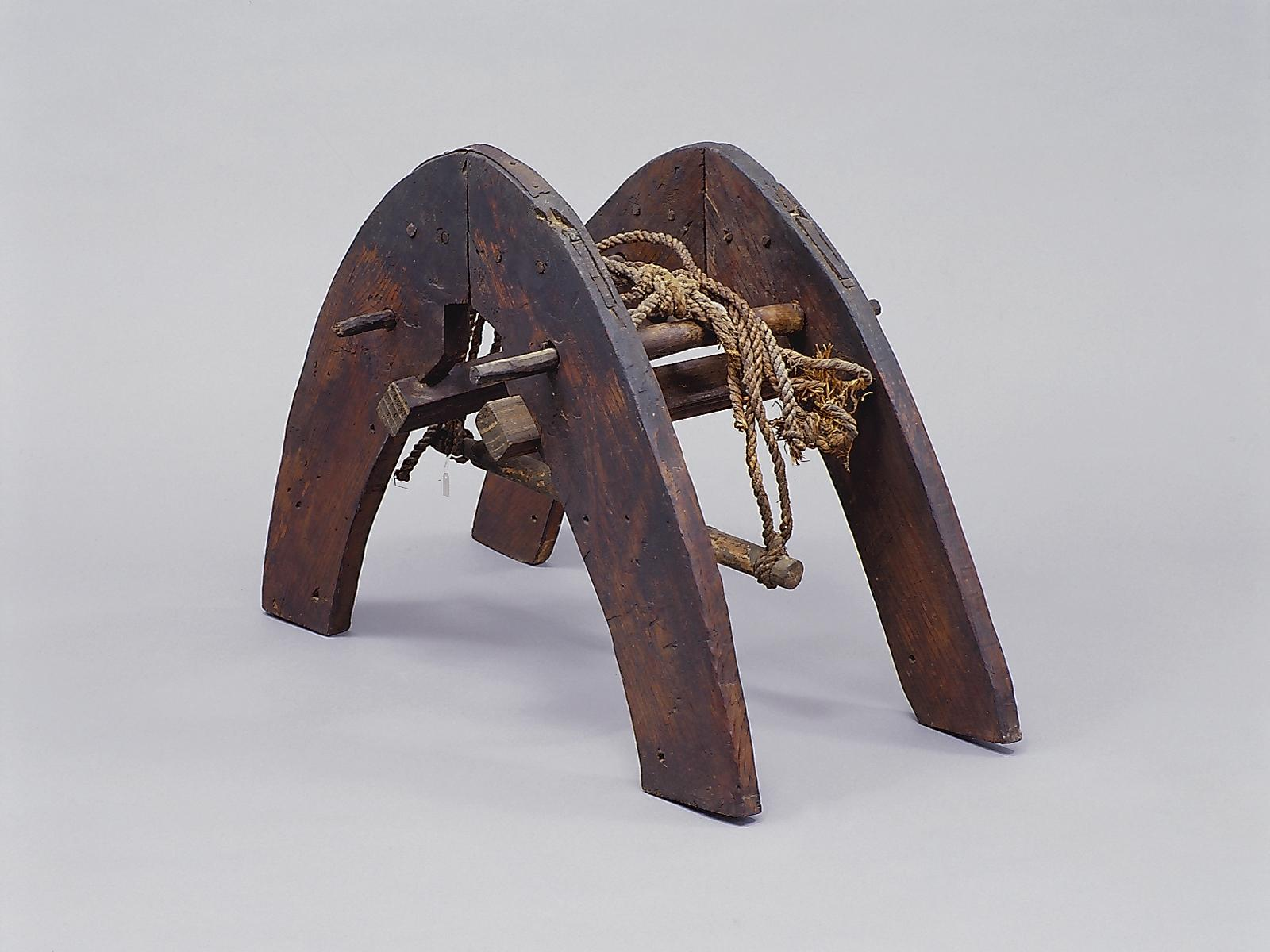
거지게

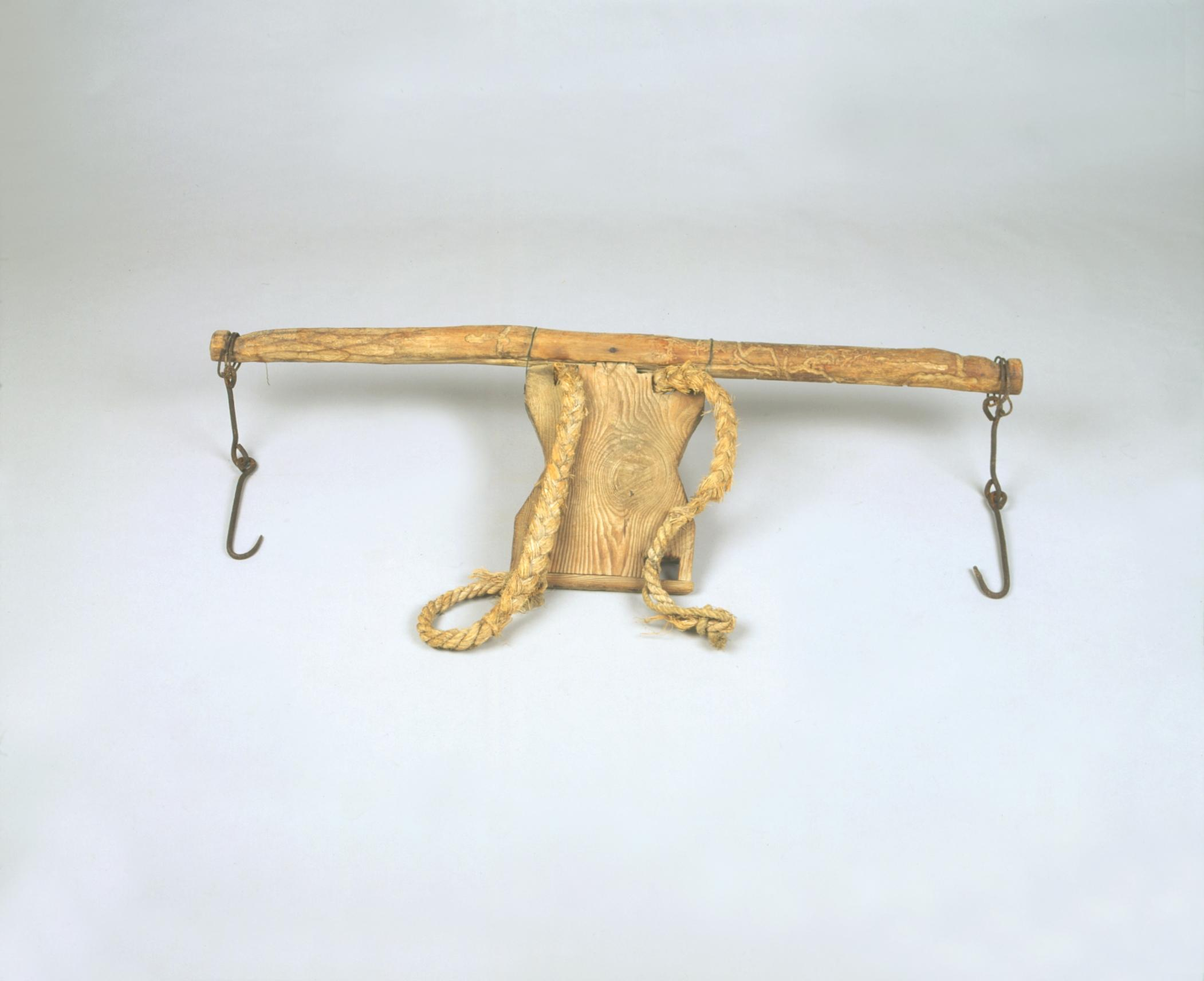
물지게, 거름지게

| 표준말 / 지방 | 경기도 반월 | 경기도 덕적 | 충청북도 봉양 | 경상남도 영산 | 전라남도 장흥 | 강원도 도계 |
| ------------- | ----------- | ----------- | ------------- | ------------- | ------------- | ----------- |
| 새고자리      | 새드머리    | 새머리      | 새뿔          | 까묵도리      | 코작          | 새뿔        |
| 새장          | 쇠장        | 새머리쇠    | 새장          | 서장          | 쎄장          | 세장        |
| 가지          | -           | -           | -             | 뒷가지        | 가지          | 가지        |
| 등태          | 등태        | 등태        | 등태          | -             | 등태          |             |
| 목발          | -           | -           | 목발          | 목발          | 통발          | 목동발      |
| 밀삐          | 밀빵        | 뜰삐        | 밀삐          | 미끈          | 미빵          | 메삐        |
| 탕개          | 탕개        | -           | 탱개          | -             | 태릉개        | 탱개        |
| 탕개목        | 탕개막대    | -           | 탱개작대기    | -             | 태릉개        | 탱개꼬쟁이  |

## 원리와 효과

### 원리
지게는 다리와 등의 삼각구조를 이루면서 안정적이다. 작대기를 사용함으로써 무게 중심 역할을 할 수 있고 서 있을 때 다리에 가해지는 힘의 크기를 줄일 수 있다. 오늘날의 와셔 역할을 하는 것이 탕개와 탕개목이다. 또한 밀삐는 지게다리에 느슨하게 채워져 있어 지게를 착용한 사람의 키에 따라 조절이 가능하다. 한 가지 더 덧붙이자면, 그 위에 놓인 짐은 균형이 잘 잡혀 있어야 하고, 걸을 때는 율동적으로 장단이 맞추어서 걸어야 한다. 그렇게 하지 않으면 율동과 균형의 조화가 깨지므로 지게에 짐을 지고 갈 수 없다.
지렛대의 원리는 지게에 적용된다. 오른쪽 그림인 '지게의 원리'에서 첫번째는 힘점이고 두번째는 작용점이고 세번째는 받침점이다. 어깨와 등받이가 받침점역할을 해 작은 힘으로 큰 힘을 움직일 수 있다.

### 효과
미국에서 이루어진 한 실험에 따르면 짐을 머리에 이고 갈 때 짐을 지게에 싣고 갈 때보다 에너지를 3%더 소비하고 짐을 머리에 띠를 두르고 나를 때는 15%, 짐을 한쪽 어깨에 매고 갈 때는 23%, 짐을 목도를 이용해 나를 때는 30% 더 에너지를 소비한다.
짐을 나르는 가장 좋은 방식이 지게이고 다음이 머리에 이는 것이다. 이것은 지게가 양손으로 들거나 메기를 좋아하는 서양이나 히말라야의 이마에 거는 방식을 비롯하여 목도를 기본으로 하는 중국이나 일본 방식보다 훨씬 효율적이라는 것을 증명한다.

## 분류

### 제가지지게
제가지지게는 자연스럽게 곧게 뻗은 나무로 만들어진 가지의 이름을 따서 만들어졌다. 이것은 몸에서 뻗어 나온 가지의 각도, 두께, 위치가 비슷한 두 그루의 나무가 필요하다.

### 쪽지게
쪽지게는 두 가지 형태로 나누어진다. 짐꾼들이 주로 사용하던 지게이다.

### 거지게
거지게는 매우 짧다. 두 개나 세 개의 새장을 가지고 있다. 주로 소의 등에 얹어놓고 사용했다.

### 바지게
바지게는 해안가에서 내륙으로 이동하면서 산을 타던 경상도 지역 사람들이 사용하던 지게이다. 바지게는 가지가 없는 것이 특징이다.

### 물지게, 거름지게
물지게는 물을 옮기기 위해 사용하던 지게이다. 거름이나 똥을 옮길 때 사용하던 지게는 거름지게, 똥지게라고 불렀다.

## 역사와 전통
신라 시대부터 지게를 가진 인형에 나무 뼈가 달린 나무 조각 상이 사용된 것으로 보아 이전부터 사용하던 것이 분명하다. 지게의 이름은 조선 시대에 종철(1536~1593)이 지었다. '지게'라는 단어는 17세기 후반, 19세기 후반 일부 책에서 발견되었다. '등지게'라는 단어는 18세기 후반의 한 책에서 발견되었다. 1905년 한국 토지 농업 연구 보고서에 따르면, 지게는 '지기'라고도 불렸지만 또 다른 연구에서는 '삼제'라고 불렸다고 한다.

## 다른 나라

### 중국
중국의 운송도구는 '베이짜'라고 불리며 중국의 후베이성과 산시성의 북쪽 지방에서 사용된다. 중국과 우리 나라의 차이는 가지에 있다. 후베이성에서 쓰는 것은 단 하나의 짧은 가지를 가지고 있다. 산시 성 북부 지역은 우리 지역과 더 비슷하다. 이곳의 지게는 기본적으로 가지를 가지고 있지 않다.

### 대만
대만의 운송도구는 두개의 둥근 나무 사이에 네 개의 새장을 걸어 놓음으로써 고정된다. 두 번째 새는 양쪽에 묶여 있다. 줄은 지게처럼 어깨에 묶지 않고 이마에 수평적으로 건다. 이 방법은 대만, 네팔, 태국 북부 및 일본 남부에서 오랫동안 사용되어 왔다.

### 태국
태국 북서부에 있는 소수 민족들도 지게와 같은 교통 수단을 사용한다. 대만보다는 지게와 훨씬 가깝다. 이것은 세개의 새장이 두개의 길고 열린 나무 사이에 쌓아 놓은 도구이다. 두번째와 세번째는 등에 널판 두개가 달려 있다. 바지게와 마찬가지로 가지가 없다. 이것은 위쪽 등에 구멍을 뚫었다. 새장은 가운데가 좁고 끝이 약간 넓다.

### 북아메리카
북미 대륙 원주민들 사이에서 애리조나 남부와 멕시코 남서부에 흩어져 있는 인디언들도 이와 비슷한 운송도구를 사용했다. 그것은 '키호스'라고 불린다. 이것은 원뿔형 그릇, 선인장 막대기, 등태, 이마 끈, 막대기로 구성되어 있다.

## 무형문화재
- 지게장인 - 세종특별자치시 향토문화유산(무형) 제69호

## 같이 보기
- 가방

## 참조
1. ↑  “지게 - 문화콘텐츠닷컴”. 2018년 6월 4일에 확인함.
2. ↑  김, 연태 (2012년 6월). “지게” (PDF). 《www.ekacem.or.kr》.
3. 1 2 3  “지게 - 한국민족문화대백과사전”. 2018년 6월 4일에 확인함.
4. 1 2  “멜빵 문화의 완성작 '지게'”. 2018년 6월 4일에 확인함.
5. ↑  “가장 단순하면서 과학적인 운반 도구 지게의 구조와 원리”. 2018년 6월 4일에 확인함.
6. ↑  세상에서 가장 과학적인 들것, 지게
7. 1 2 3 4 5 6  김, 광언 (1993년). “지게 연구 I”. 《www.kaum.or.kr》. 한국대학박물관협회.
8. 1 2 3 4  김, 광언 (1996년). “나라 밖의 지게”. 《www.kaum.or.kr》. 한국대학박물관협회.